# Ołeksij Ałczewski
Ołeksij Kyryłowycz Ałczewski, ukr. Олексій Кирилович Алчевський, ros. Алексей Кириллович Алчевский, Aleksiej Kiriłłowicz Ałczewski (ur. 1835 w Sumach, zm. 24 kwietnia?/7 maja 1901 w Petersburgu) – ukraiński inżynier, przedsiębiorca, bankier i filantrop.

## Życiorys
Urodzony w 1835 roku w Sumach. Był właścicielem Charkowskiego Południoworosyjskiego Banku Handlowego i finansował przedsiębiorstwa prowadzące wydobycie węgla i przemysł metalurgiczny w Donbasie. Jego imieniem nazwano miasto Ałczewsk, wcześniej noszące nazwę Jurjewka. Wspierał liczne ukraińskie inicjatywy, w tym szkołę dla niesłyszących i szkolnictwo wiejskie.
Popełnił samobójstwo 7 maja 1901 roku w Petersburgu po odmowie pożyczki od władz na restrukturyzację jego banku i innych przedsiębiorstw, którym groziło bankructwo na skutek reformy monetarnej z 1897 roku.
Mąż Chrystyny Ałczewskiej, ojciec kompozytora Hryhorija, śpiewaka Iwana i poetki Chrystii.